# مؤسسه گوتماکر
مؤسسه گوتماکر (به انگلیسی: Guttmacher Institute) یک سازمان تحقیقات و سیاست با هدف پیشبرد حقوق و قوانین مربوط به جنسیت و سلامت باروری در کشور ایالات متحده آمریکا و جهان است. گروهی که در ابتدا به عنوان بخشی از فدراسیون فرزندپروری تنظیم‌شده جهت کمک به این سازمان تأسیس شد. اما همکنون به‌طور مستقل عمل می‌کند. با این وجود اغلب کمکهای مالی از سازمان فرزندپروری تنظیم‌شده دریافت می‌کند.

## تاریخچه
این مؤسسه در سال ۱۹۶۸ میلادی و به عنوان مرکزی برای توسعه برنامه‌های برنامه‌ریزی خانواده و بخشی نیمه مختار از فدراسیون فرزندپروری تنظیم‌شده تأسیس شد. این مؤسسه به افتخار آلن فرانک گوتماکر پزشک جراح زنان زایمان و رئیس پیشین فدراسیون فرزندپروری تنظیم‌شده آمریکا نامگذاری شده‌است. مؤسسه گوتماکر در سال ۱۹۷۷ به عنوان یک شرکت غیرانتفاعی و تحت نظارت فردریک اس. جفی آغاز به کار کرد. اما همچنان تا سال ۲۰۰۷ ارتباط خود را با فدراسیون فرزندپروری تنظیم‌شده حفظ کرد. بر طبق اظهارات مؤسسه گوتماکر از سال ۲۰۱۳ این سازمان هیچگونه حمایت مالی را از فدراسیون فرزندپروری تنظیم‌شده دریافت نکرده‌است.